# عملگر شیر

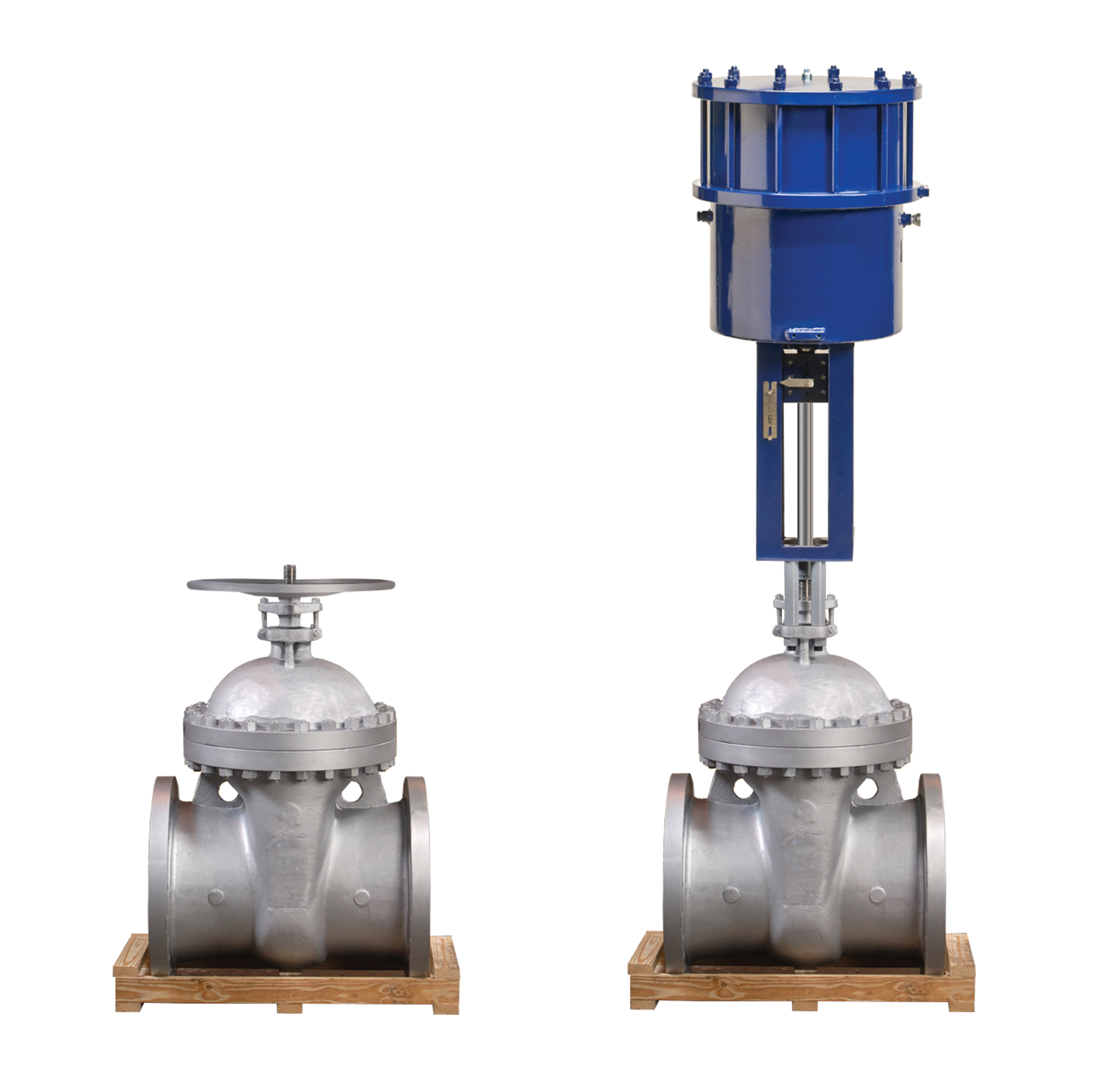
شیر دروازه‌ای با عملگر دستی (چپ) و عملگر پنوماتیکی خطی (راست)

عملگر شیر (به انگلیسی: Valve actuator) یک سازوکار برای باز و بسته کردن شیر است. شیرهای دستی برای باز یا بسته شدن نیاز به حداقل یک نفر دارند که به کمک یک سازوکار مستقیم یا گیربکسی که به استم یا ساقه شیر متصل است بتواند این کار را انجام دهد. عملگرهای خودکار این امکان را می‌دهند که شیر به کمک فشار گاز، فشار هیدرولیکی یا نیروی برق به راحتی و در شیرهای بزرگ به سرعت از راه دور کنترل شود. ممکن است عملگرها تنها توان باز یا بسته کردن کامل شیر را داشته باشند؛ اما در بعضی عملگرها این امکان وجود دارد که موقعیت دقیق شیر را تنظیم کرد.
در اکثر پالایشگاه‌ها و کارخانه‌های فرایندی به دلیل اجرای اتوماسیون می‌توان عملگرها را روی شیرها پیدا کرد. عملگرها جزء اساسی از فرایند اتوماسیون کارخانجات فرایندی می‌باشند.

## انواع
چهار گونه اصلی از عملگرهای شیر وجود دارد: دستی، پنوماتیک، هیدرولیک و الکتریکی

### دستی
در عملگرهای دستی از چرخ دنده‌ها یا دسته یا هندویل استفاده می‌شود تا استم شیر به حرکت در آید. عملگرهای دستی توسط نیروی دست به حرکت در می‌آیند. این عملگرها معمولاً ارزان قیمت بوده و باز و بسته کردن آن‌ها ساده است. با این حال در بعضی شیرهای بزرگ، باز و بسته کردن شیر به صورت دستی غیرممکن بوده یا ممکن است شیر در جایی باشد که دسترسی به آن سخت بوده یا در محیطی خطرناک یا سمی قرار داشته باشد که استفاده از عملگرهای دستی امکان‌پذیر نباشد.

### پنوماتیک

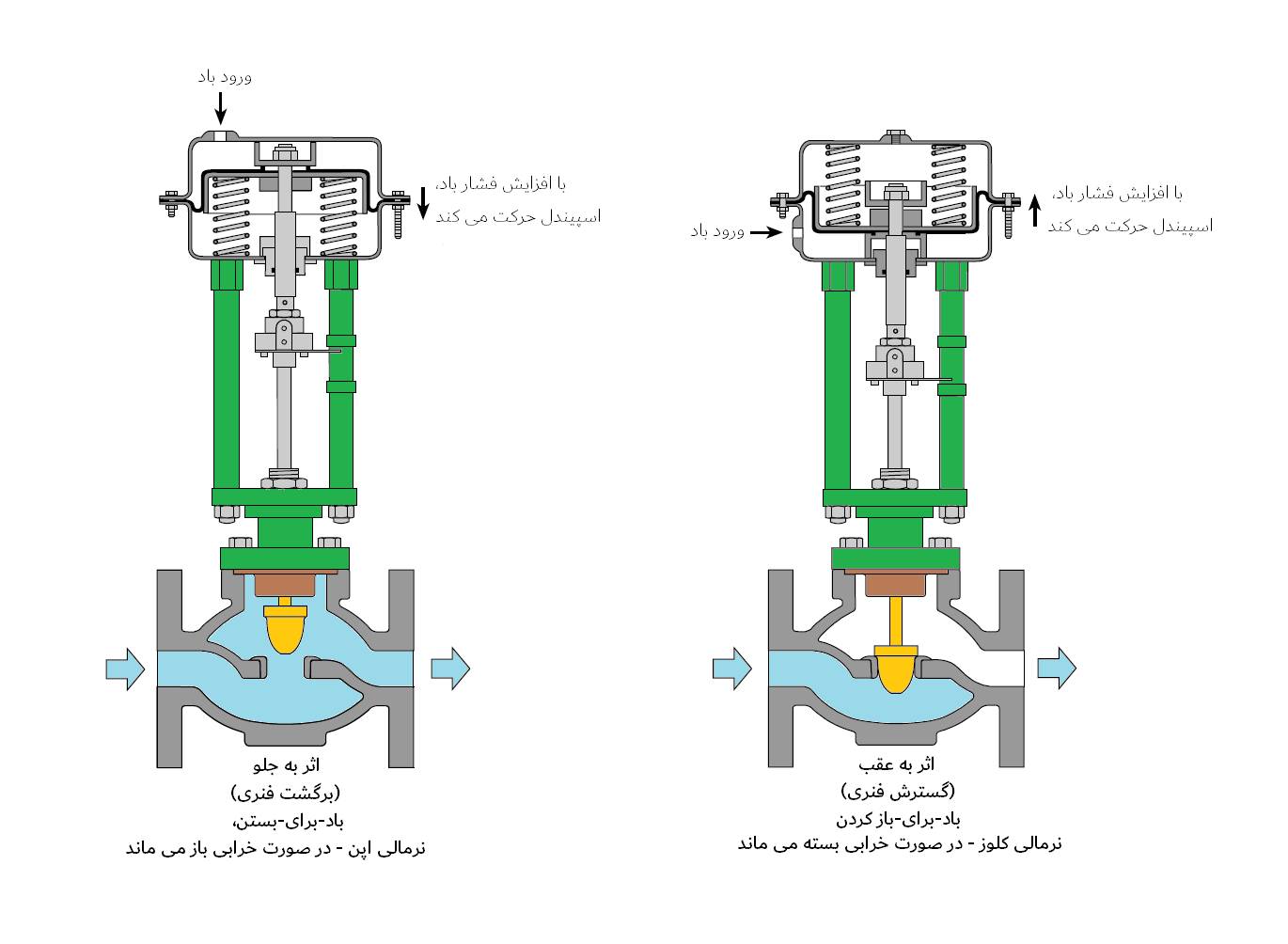
نحوه اتصال شیر و عملگر دیافراگمی که به صورت پنوماتیکی کار می‌کند در دو گونه air-to-open و air-to-close

در عملگرهای پنوماتیک از باد پرفشار (یا دیگر گازها) به عنوان نیروی محرکه استفاده می‌شود. از این عملگرها در شیرها با عملکرد خطی یا ربع گرد استفاده می‌شود. فشار هوا بر روی یک پیستون یا دیافراگم، نیرو وارد کرده و باعث ایجاد یک نیروی خطی در راستای استم می‌شود. هم چنین در شیرهای ربع-گرد، عملگرهای نوع تیغه ای، گشتاور مورد نیاز برای چرخاندن استم شیر را ایجاد می‌کنند. بعضی از عملگرها از فشار گاز درون خط برای تأمین توان مورد نیاز عملکرد عملگر استفاده می‌کنند.

#### عملگرهای دیافراگمی
عملگرهای دیافراگمی گونه ای از عملگرهای پنوماتیکی هستند که بسیار پرکاربرد هستند. در این عملگرها توسط هوای فشرده به یک سمت از یک صفحه انعطاف‌پذیر که دیافراگم نامیده می‌شود نیرو وارد کردهو اسپیندل یا استم را بالا و پایین می‌برند. این عملگرها Single-acting یا تک اثره هستند، به این معنی که باد تنها به یک طرف از دیافراگم وارد می‌شود. این عملگرها هم چنین به صورت اثر-به-جلو و اثر-به-عقب موجود هستند.

### هیدرولیک

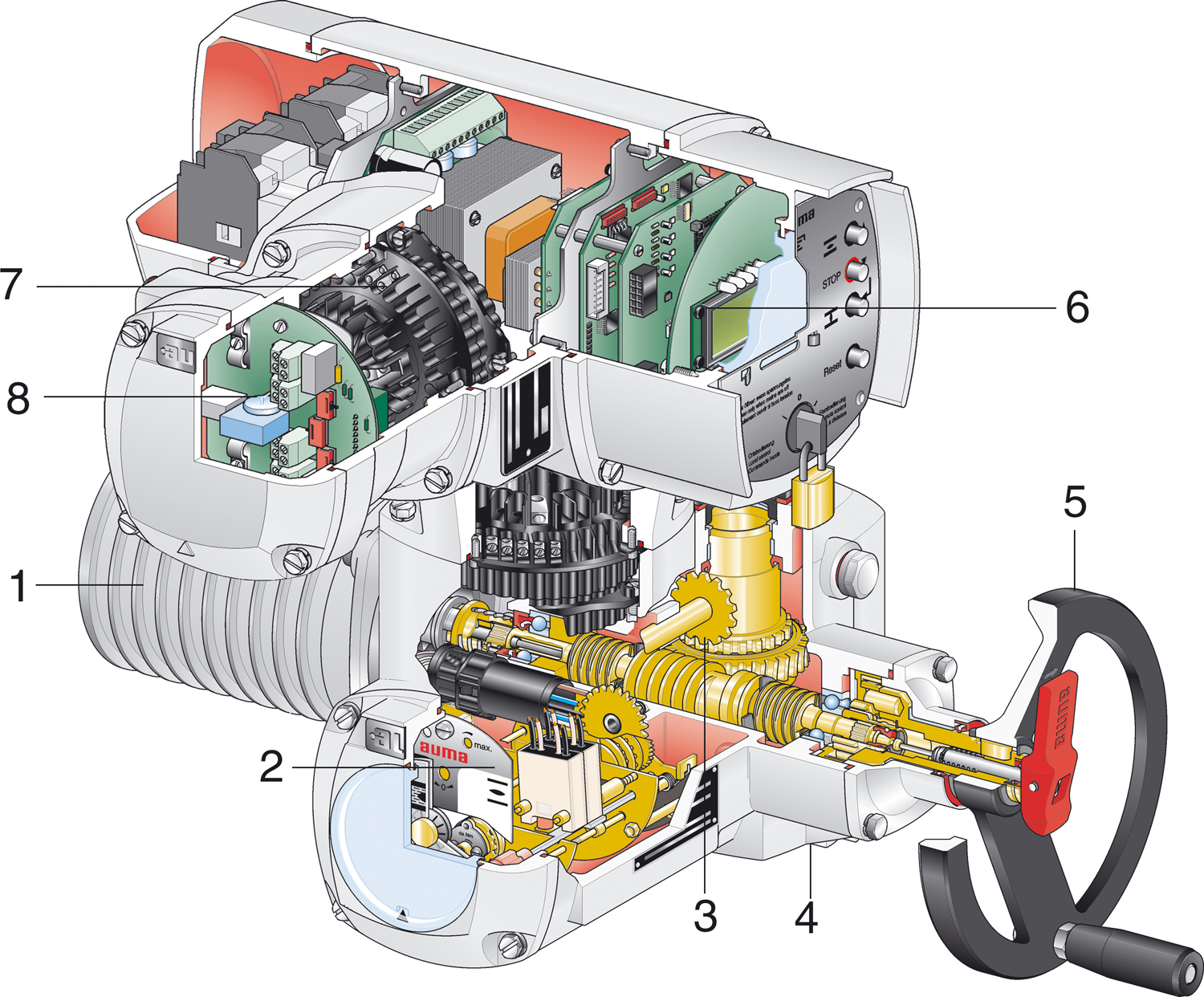
اجزای درونی یک عملگر الکتریکی

عملگرهای هیدرولیک، فشار سیال را به حرکت تبدیل می‌کنند. مانند عملگرهای پنوماتیک، این عملگرها برای شیرها با سازوکار باز و بست شدن ربع-گرد و خطی کاربرد دارند. فشار مورد نیاز توسط پمپ‌های هیدرولیکی تأمین شده و معمولاً توسط موتورهای هیدرولیکی یا هیدروموتور (که معمولاً از نوع Gerotor هستند) یا در سیلندرهای هیدرولیکی استفاده می‌شوند. بعضی از عملگرها از فشار سیال (معمولاً آب) درون خط برای تأمین توان مورد نیاز عملکرد عملگر استفاده می‌کنند.

### الکتریکی
در عملگرهای الکتریکی از نیروی برق و موتور الکتریکی برای تأمین گشتاور مورد نیاز عملکرد شیر استفاده می‌شود. این عملگرها معمولاً کم صدا و غیر سمی بوده ولی برای عملکرد خود نیاز به برق دارند که در بعضی موارد در دسترس نیست.